# Muy personal (álbum de Camilo Sesto)
Muy personal, también titulado como Muy personal “Mis 20 grandes éxitos”, es un álbum recopilatorio del cantautor español Camilo Sesto, publicado en noviembre de 1982 por Ariola Records.

## Información del álbum
Al cumplirse los 10 años de la publicación de su álbum debut Algo de mí, la discográfica Ariola Records toma la decisión de publicar aquellas canciones que llevaron a Camilo al éxito internacional. 
A petición de Camilo Sesto, solicita volver a grabar aquellas canciones exitosas y, algunas de ellas, con nuevas mezclas que fueron realizadas por Oscar Gómez. Además, incluyen como temas inéditos “Devuélveme mi libertad” y “Puente sobre aguas turbulentas”, que también serían publicados en el álbum Con ganas y se daría a conocer al siguiente año. 
Para promocionar su venta, también contó con un anuncio publicitario hecho por la televisión española durante el mes de diciembre de 1982.

## Lista de canciones
Edición 1982 en disco de vinilo
• Volumen 1
| Nº | Título                         | Compositor(es) / Arreglo(s)                                                                    | Duración |
| -- | ------------------------------ | ---------------------------------------------------------------------------------------------- | -------- |
| A1 | Algo de mí                     | Camilo Blanes / Johnny Arthey                                                                  | 4:01     |
| A2 | Amor… amar                     | Camilo Blanes, Lucía Bosé / Johnny Arthey                                                      | 3:57     |
| A3 | Devuélveme mi libertad         | Camilo Blanes / Graham Preskett                                                                | 2:45     |
| A4 | Ayudadme                       | Camilo Blanes / Zack Laurence                                                                  | 3:49     |
| A5 | Algo más                       | Camilo Blanes / Juan Carlos Calderón                                                           | 3:07     |
| B1 | Melina                         | Camilo Blanes / Johnny Arthey, Alejandro Monroy                                                | 2:45     |
| B2 | Vivir así es morir de amor     | Camilo Blanes / Rafael Pérez Botija                                                            | 3:36     |
| B3 | El amor de mi vida             | Camilo Blanes / René de Coupaud                                                                | 5:01     |
| B4 | Jamás                          | Camilo Blanes / Alejandro Monroy                                                               | 3:12     |
| B5 | Getsemaní (Oración del huerto) | Tim Rice, Andrew Lloyd Webber [Vers. Esp.: Ignacio Artime, Jaime Azpilicueta] / Teddy Bautista | 5:30     |
|    |                                | Tiempo estimado                                                                                | 38:00    |

Sello: Ariola Records - Catálogo: XD-301.888
• Volumen 2
| Nº | Título                         | Compositor(es) / Arreglo(s)                                             | Duración |
| -- | ------------------------------ | ----------------------------------------------------------------------- | -------- |
| A1 | Amor no me ignores             | Camilo Blanes / Trevor Bastow                                           | 3:21     |
| A2 | Puente sobre aguas turbulentas | Paul Simon [Adapt.: Camilo Sesto] / Richard Hewson                      | 5:01     |
| A3 | ¿Qué más te da?                | Camilo Blanes / Trevor Bastow                                           | 3:25     |
| A4 | ¿Quieres ser mi amante?        | Camilo Blanes / Johnny Arthey                                           | 3:36     |
| A5 | Y… no                          | Luis Gómez Escolar, Honorio Herrero, Julio Seijas / Rafael Pérez Botija | 4:54     |
| B1 | Perdóname                      | Camilo Blanes / Trevor Bastow                                           | 3:50     |
| B2 | Celos                          | Juan Carlos Calderón / Juan Carlos Calderón                             | 4:10     |
| B3 | Donde estés, con quien estés   | Camilo Blanes / Trevor Bastow                                           | 4:16     |
| B4 | La culpa ha sido mía           | Camilo Blanes / José María Augusto                                      | 3:50     |
| B5 | Piel de ángel                  | Camilo Blanes / Johnny Arthey                                           | 3:21     |
|    |                                | Tiempo estimado                                                         | 40:00    |

Sello: Ariola Records - Catálogo: XD-301.889

Edición 1982 en casete
• Volumen 1
| Nº | Título                         | Compositor(es) / Arreglo(s)                                                                    | Duración |
| -- | ------------------------------ | ---------------------------------------------------------------------------------------------- | -------- |
| A1 | El amor de mi vida             | Camilo Blanes / René de Coupaud                                                                | 5:01     |
| A2 | Amor… amar                     | Camilo Blanes, Lucía Bosé / Johnny Arthey                                                      | 3:57     |
| A3 | Devuélveme mi libertad         | Camilo Blanes / Graham Preskett                                                                | 2:45     |
| A4 | Ayudadme                       | Camilo Blanes / Zack Laurence                                                                  | 3:49     |
| A5 | Algo más                       | Camilo Blanes / Juan Carlos Calderón                                                           | 3:07     |
| B1 | Melina                         | Camilo Blanes / Johnny Arthey, Alejandro Monroy                                                | 2:45     |
| B2 | Vivir así es morir de amor     | Camilo Blanes / Rafael Pérez Botija                                                            | 3:36     |
| B3 | Algo de mí                     | Camilo Blanes / Johnny Arthey                                                                  | 4:01     |
| B4 | Jamás                          | Camilo Blanes / Alejandro Monroy                                                               | 3:12     |
| B5 | Getsemaní (Oración del huerto) | Tim Rice, Andrew Lloyd Webber [Vers. Esp.: Ignacio Artime, Jaime Azpilicueta] / Teddy Bautista | 5:30     |
|    |                                | Tiempo estimado                                                                                | 38:00    |

Sello: Ariola Records - Catálogo: XW-501.888
• Volumen 2
| Nº | Título                         | Compositor(es) / Arreglo(s)                                             | Duración |
| -- | ------------------------------ | ----------------------------------------------------------------------- | -------- |
| A1 | Amor no me ignores             | Camilo Blanes / Trevor Bastow                                           | 3:21     |
| A2 | Puente sobre aguas turbulentas | Paul Simon [Adapt.: Camilo Sesto] / Richard Hewson                      | 5:01     |
| A3 | ¿Qué más te da?                | Camilo Blanes / Trevor Bastow                                           | 3:25     |
| A4 | ¿Quieres ser mi amante?        | Camilo Blanes / Johnny Arthey                                           | 3:36     |
| A5 | Donde estés, con quien estés   | Camilo Blanes / Trevor Bastow                                           | 4:16     |
| B1 | Perdóname                      | Camilo Blanes / Trevor Bastow                                           | 3:50     |
| B2 | Celos                          | Juan Carlos Calderón / Juan Carlos Calderón                             | 4:10     |
| B3 | Y… no                          | Luis Gómez Escolar, Honorio Herrero, Julio Seijas / Rafael Pérez Botija | 4:54     |
| B4 | La culpa ha sido mía           | Camilo Blanes / José María Augusto                                      | 3:50     |
| B5 | Piel de ángel                  | Camilo Blanes / Johnny Arthey                                           | 3:21     |
|    |                                | Tiempo estimado                                                         | 40:00    |

Sello: Ariola Records - Catálogo: XW-501.889

Edición 1993 en disco compacto
Para este formato, se titula Muy personal “Mis grandes éxitos”. Las pistas de los volúmenes 1 y 2 son incluidas en un único ejemplar, pero se suprimen las pistas “Y… no” y “Celos”.
| Nº | Título                         | Compositor(es) / Arreglo(s)                                                                    | Duración |
| -- | ------------------------------ | ---------------------------------------------------------------------------------------------- | -------- |
| 01 | Algo de mí                     | Camilo Blanes / Johnny Arthey                                                                  | 4:01     |
| 02 | Amor… amar                     | Camilo Blanes, Lucía Bosé / Johnny Arthey                                                      | 3:57     |
| 03 | Devuélveme mi libertad         | Camilo Blanes / Graham Preskett                                                                | 2:45     |
| 04 | Ayudadme                       | Camilo Blanes / Zack Laurence                                                                  | 3:49     |
| 05 | Algo más                       | Camilo Blanes / Juan Carlos Calderón                                                           | 3:07     |
| 06 | Melina                         | Camilo Blanes / Johnny Arthey, Alejandro Monroy                                                | 2:45     |
| 07 | Vivir así es morir de amor     | Camilo Blanes / Rafael Pérez Botija                                                            | 3:36     |
| 08 | El amor de mi vida             | Camilo Blanes / René de Coupaud                                                                | 5:01     |
| 09 | Jamás                          | Camilo Blanes / Alejandro Monroy                                                               | 3:12     |
| 10 | Getsemaní (Oración del huerto) | Tim Rice, Andrew Lloyd Webber [Vers. Esp.: Ignacio Artime, Jaime Azpilicueta] / Teddy Bautista | 5:30     |
| 11 | Amor no me ignores             | Camilo Blanes / Trevor Bastow                                                                  | 3:21     |
| 12 | Puente sobre aguas turbulentas | Paul Simon [Adapt.: Camilo Sesto] / Richard Hewson                                             | 5:01     |
| 13 | ¿Qué más te da?                | Camilo Blanes / Trevor Bastow                                                                  | 3:25     |
| 14 | ¿Quieres ser mi amante?        | Camilo Blanes / Johnny Arthey                                                                  | 3:36     |
| 15 | Perdóname                      | Camilo Blanes / Trevor Bastow                                                                  | 3:50     |
| 16 | Donde estés, con quien estés   | Camilo Blanes / Trevor Bastow                                                                  | 4:16     |
| 17 | La culpa ha sido mía           | Camilo Blanes / José María Augusto                                                             | 3:50     |
| 18 | Piel de ángel                  | Camilo Blanes / Johnny Arthey                                                                  | 3:21     |
|    |                                | Tiempo estimado                                                                                | 69:00    |

Sello: BMG Entertainment - Catálogo: 74321 18272 2